# Mario Sequeira
Mario Alberto Sequeira Quesada (Pavas, San José, Costa Rica, 9 de enero de 1997), conocido deportivamente como Mario Sequeira (AFI: 'marjo se'kejra), es un futbolista costarricense que juega de portero en el VCU Rams, de la División I de la NCAA.

## Trayectoria

### Inicios

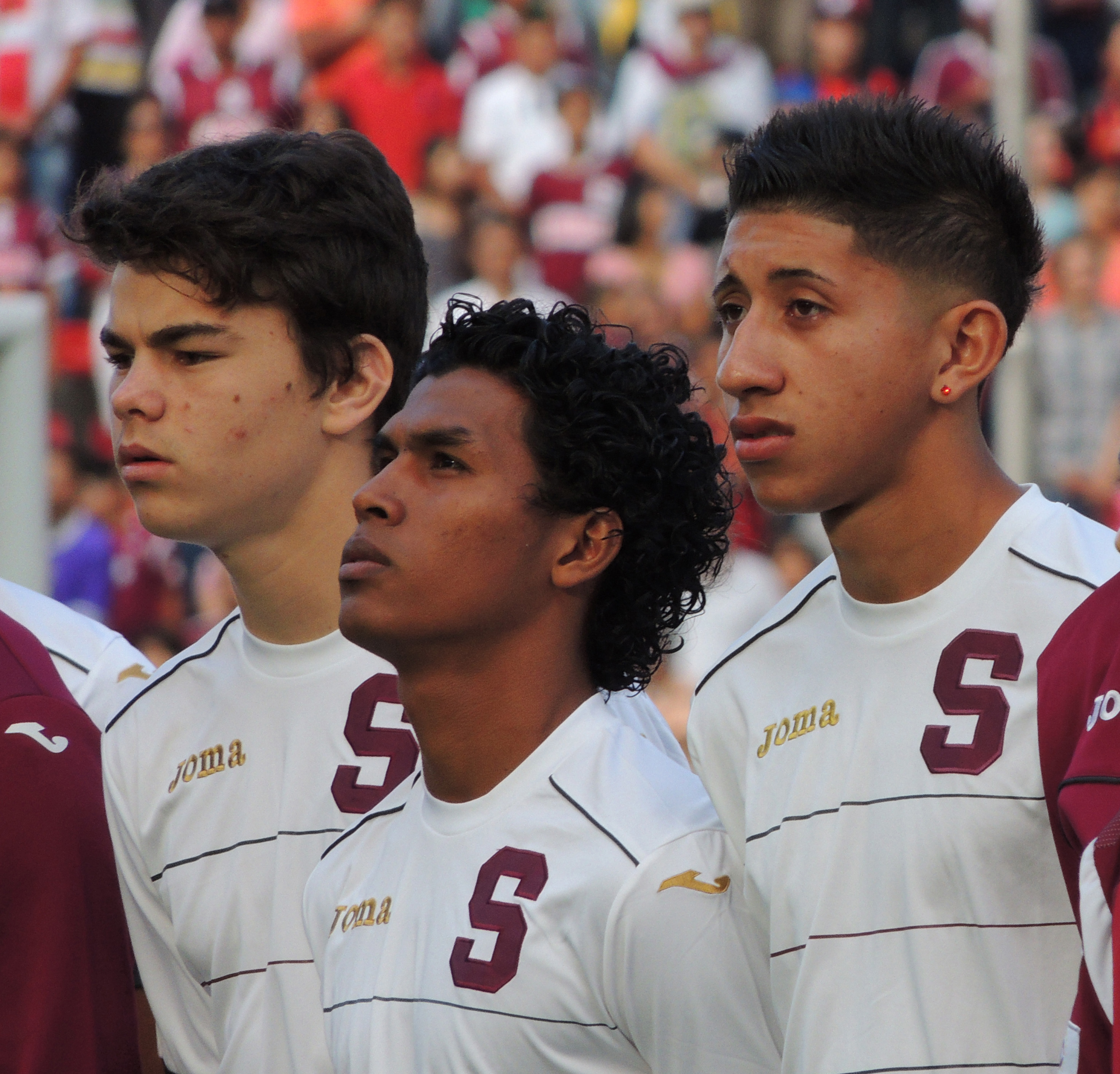
Mario Sequeira (izquierda), Jordan Medina (centro) y Marvin Loría (derecha), juveniles del Saprissa en 2015.

Mario Sequeira nació el 9 de enero de 1997 en Pavas, San José. Su familia es distante del deporte, ya que su padre, Carlos Sequeira, es músico de una banda llamada «Las Tortugas». No obstante, Mario solía jugar con él en las zonas cercanas al barrio La Geroma 3, en Rohrmoser. Por otra parte, su padre se vinculaba al colocarse como el portero, y eso motivó a Sequeira a llegar a una escuela de fútbol. Al cumplir exactamente los 9 años, entró en las categorías inferiores del Saprissa, y fue progresando de manera positiva en la posición de guardameta, con su tradicional dorsal «22».
En el año 2013 asistió a cada entrenamiento del equipo para cumplir su función de recoger los balones que eran desviados, pero con la meta propuesta de ser el titular del conjunto absoluto. Con esa convicción fue ganando ascensos debido a su edad, entró en la Sub-17 o equipo de fuerzas básicas del conjunto morado, donde comenzó a consolidarse como un prometedor futbolista. En diciembre de ese año su equipo se coronó campeón del torneo infantil del Alto Rendimiento, tras vencer con marcador de 2-1 a la Universidad de Costa Rica. Posteriormente, Sequeira siguió en el club hasta mediados de 2015.

### Generación Saprissa

#### Temporada 2015-2016
El guardameta alcanzó la condición y el desarrollo físico óptimo para afrontar la temporada 2015-2016 con Generación Saprissa, equipo de la Segunda División. Su debut como profesional se llevó a cabo el 16 de agosto, en la primera fecha del Torneo de Apertura. El conjunto saprissista tuvo como rival a Jicaral Sercoba en el Estadio Luis Briceño. Mario fue titular y encajó un gol en la derrota de 1-0. Al término de la fase de clasificación, su club llegó de octavo lugar del grupo B con 15 puntos, muy lejos de la zona de ronda eliminatoria.
Para el Torneo de Clausura 2016, el portero se volvió rápidamente titular inamovible del entrenador Enrique Rivers. Contabilizó 26 partidos disputados en la temporada completa. Por otra parte, el club morado logró el quinto puesto con 19 puntos, pero no le alcanzó para llegar a los cuartos de final.

### Deportivo Saprissa

#### Temporada 2016-2017

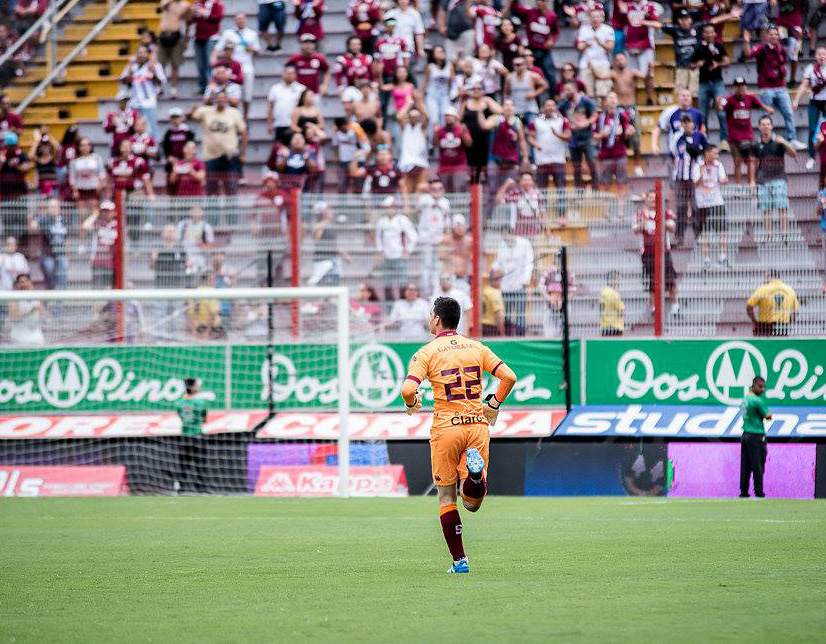
Mario Sequeira ingresando en su debut el 24 de julio de 2016.

Por motivos de la disolución del equipo se confirmó, de manera oficial el 16 de junio de 2016, el ascenso de Mario y de otros compañeros a la categoría absoluta del Deportivo Saprissa, en Primera División. En la primera fecha del Campeonato de Invierno 2016, su conjunto hizo frente al recién ascendido San Carlos, el 16 de julio en el Estadio Nacional. Sus compañeros Ulises Segura, David Guzmán y Rolando Blackburn anotaron, pero el empate de 3-3 prevaleció hasta el final del juego. El portero quedó en el banquillo. El 24 de julio, en la tercera jornada contra Carmelita, en el Estadio Ricardo Saprissa, el cancerbero participó por primera vez al ingresar de cambio por Danny Carvajal, al minuto 76'. El resultado acabó con victoria de goleada 4-0. El 18 de agosto se inauguró la Concacaf Liga de Campeones donde su equipo, en condición de local, tuvo como adversario al Dragón de El Salvador. El guardameta permaneció en la suplencia y el resultado culminó en triunfo con marcador abultado de 6-0. El 25 de agosto se desarrolló la segunda fecha de la competencia continental, de nuevo contra los salvadoreños, pero de visitante en el Estadio Cuscatlán. Tras los desaciertos de sus compañeros en acciones claras de gol, el resultado de 0-0 se vio reflejado al término de los 90 minutos. La tercera jornada del torneo del área se llevó a cabo el 14 de septiembre, en el Estadio Ricardo Saprissa contra el Portland Timbers de Estados Unidos. A pesar de que su club inició perdiendo desde el minuto 4', logró sobreponerse a la situación tras desplegar un sistema ofensivo. Los goles de sus compañeros Fabrizio Ronchetti y el doblete de Marvin Angulo, sumado a la anotación en propia del futbolista rival Jermaine Taylor, fueron suficientes para el triunfo de 4-2. El 19 de octubre se tramitó el último encuentro de la fase de grupos, por segunda vez ante los estadounidenses, en el Providence Park de Portland, Oregón. El jugador quedó en la suplencia, y el desenlace del compromiso finiquitó igualado a un tanto, dándole la clasificación de los morados a la etapa eliminatoria de la competencia. En el vigésimo segundo partido de la primera fase de la liga nacional, su conjunto enfrentó a Liberia en el Estadio Ricardo Saprissa. El resultado de 3-1 aseguró el liderato para su grupo con 49 puntos, y además un cupo para la cuadrangular final. El 15 de diciembre su equipo venció 2-0 al Herediano, para obtener el primer lugar de la última etapa del certamen y así proclamarse campeón automáticamente. Con esto, los morados alcanzaron la estrella número «33» en su historia y Sequeira logró el primer título de liga en su carrera. Estadísticamente, contabilizó una aparición para un total de 16 minutos disputados.
Para el inicio del Campeonato de Verano 2017 que se llevó a cabo el 8 de enero, el equipo saprissista tuvo la visita al Estadio Carlos Ugalde, donde enfrentó a San Carlos. Por su parte, Mario Sequeira no fue tomado en cuenta para este juego debido a deberes con la Selección Sub-20, mientras que el marcador fue con derrota de 1-0. La reanudación de la Liga de Campeones de la Concacaf, en la etapa de ida de los cuartos de final, tuvo lugar el 21 de febrero, fecha en la que su club recibió al Pachuca de México en el Estadio Ricardo Saprissa. El cancerbero quedó descartado de la lista de convocados y el trámite del encuentro se consumió en empate sin anotaciones. El 28 de febrero fue el partido de vuelta del torneo continental, en el Estadio Hidalgo. Las cifras finales fueron de 4-0 a favor de los Tuzos. El 12 de abril, en el áspero partido contra Pérez Zeledón en el Estadio Ricardo Saprissa, su club estuvo por debajo en el marcador por el gol del adversario en tan solo cuatro minutos después de haber iniciado el segundo tiempo. El bloque defensivo de los generaleños le cerró los espacios a los morados para desplegar el sistema ofensivo del entrenador Carlos Watson, pero al minuto 85', su compañero Daniel Colindres brindó un pase filtrado al uruguayo Fabrizio Ronchetti para que este definiera con un remate de pierna izquierda. Poco antes de finalizada la etapa complementaria, el defensor Dave Myrie hizo el gol de la victoria 2-1. Con este resultado, los saprissistas aseguraron el liderato del torneo a falta de un compromiso de la fase de clasificación. A causa de la derrota 1-2 de local ante el Santos de Guápiles, su equipo alcanzó el tercer puesto de la cuadrangular y por lo tanto quedó instaurado en la última instancia al no haber obtenido nuevamente el primer sitio. El 17 de mayo se desarrolló el juego de ida de la final contra el Herediano, en el Estadio Rosabal Cordero. El portero no vio acción en la pérdida de 3-0. En el partido de vuelta del 21 de mayo en el Estadio Ricardo Saprissa, los acontecimientos que liquidaron el torneo fueron de fracaso con números de 0-2 a favor de los oponentes, y un agregado de 0-5 en la serie global.

### VCU Rams
El 12 de julio de 2017, Sequeira fue becado por la Universidad de la Mancomunidad de Virginia de Estados Unidos, centro académico en el que combinaría sus estudios con el fútbol, por lo que dejará el Saprissa a partir del 1 de agosto para incorporarse a su nuevo equipo.

## Selección costarricense

### Categorías inferiores
A principios de mayo de 2016, el director técnico Marcelo Herrera, de la Selección Sub-20 de Costa Rica, incluyó a Sequeira para los dos enfrentamientos consecutivos contra el combinado de Honduras, en el Complejo Deportivo Fedefutbol-Plycem. El 3 de mayo, permaneció como suplente en la derrota 1-3 de su país. El único tanto de su conjunto fue conseguido por Luis Hernández al minuto 72'. Dos días después fue el segundo compromiso, en el cual salió como titular y el resultado terminó en igualdad a dos tantos.
La primera convocatoria del combinado Sub-20 de su nación tuvo lugar el 30 de enero de 2017, en la cual se dio a conocer la nómina de 30 jugadores de cara a los encuentros amistosos en territorio hondureño. En el selecto grupo apareció el llamado de Mario Sequeira. El primer encuentro se realizó el día siguiente en el Estadio Carlos Miranda de Comayagua, donde su país enfrentó al conjunto de Honduras. En esa oportunidad, el cancerbero fue titular y recibió tres goles en la derrota de 3-2. El 3 de febrero fue el segundo compromiso, de nuevo contra los catrachos en el mismo escenario deportivo. A diferencia del juego anterior, Sequeira permaneció en el banquillo y el marcador definió la pérdida de 2-0.

#### Campeonato Sub-20 de la Concacaf 2017
El representativo costarricense Sub-20, para el Campeonato de la Concacaf de 2017, se definió oficialmente el 10 de febrero. En la lista de convocados que dio el director técnico Marcelo Herrera se incluyó al guardameta. El primer partido fue el 19 de febrero en el Estadio Ricardo Saprissa, donde su combinado enfrentó a El Salvador. En esta oportunidad, Sequeira fue titular con la dorsal «1», mientras que el resultado concluyó con la derrota inesperada de 0-1. La primera victoria de su país fue obtenida tres días después en el Estadio Nacional, con marcador de 1-0 sobre Trinidad y Tobago, y el anotador fue su compañero Randall Leal por medio de un tiro libre. El 25 de febrero, en el mismo escenario deportivo, la escuadra costarricense selló la clasificación a la siguiente ronda como segundo lugar tras vencer con cifras de 2-1 a Bermudas. El 1 de marzo, su conjunto perdió 2-1 contra Honduras, y dos días después empató a un tanto frente a Panamá. Con este rendimiento, la selección de Costa Rica quedó en el segundo puesto con solo un punto, el cual fue suficiente para el avance a la Copa Mundial que tomaría lugar en Corea del Sur. Estadísticamente, el cancerbero acumuló 450 minutos de acción en un total de cinco juegos disputados.

#### Mundial Sub-20 de 2017
Durante la conferencia de prensa dada por el entrenador Marcelo Herrera, el 28 de abril, se hizo oficial el anuncio de los 21 futbolistas que tuvieron participación en la Copa Mundial Sub-20 de 2017 con sede en Corea del Sur. En la lista apareció el guardameta Mario Sequeira, siendo este su primer torneo del mundo que disputaría con el combinado costarricense.
Previo al certamen, su nación realizó encuentros amistosos en territorio surcoreano. El primero de ellos se efectuó el 9 de mayo contra Arabia Saudita en el Estadio Uijeongbu, donde Sequeira esperó desde la suplencia. Los goles de sus compañeros Jonathan Martínez y Jimmy Marín fueron fundamentales en la victoria con cifras de 2-0. En el mismo escenario deportivo tuvo lugar el segundo cotejo, dos días después, de nuevo frente a los sauditas. En esta oportunidad, el cancerbero apareció en el once inicial, pero fue sustituido por Bryan Segura. Por otra parte, su conjunto volvió a ganar, de manera ajustada 1-0 con anotación de Jostin Daly. El último fogueo fue el 15 de mayo ante Sudáfrica en el Eden Complex. El guardameta regresó al banquillo en la derrota de 1-2.
El compromiso que dio inicio con la competición para su país fue ejecutado el 21 de mayo en el Estadio Mundialista de Jeju, donde tuvo como contrincante a Irán. El guardameta esperó desde el banquillo en la derrota inesperada de 1-0. En el mismo recinto deportivo se disputó el segundo juego contra Portugal, esto tres días después. Aunque su escuadra empezó con un marcador adverso, su compañero Jimmy Marín logró igualar las cifras, mediante un penal, para el empate definitivo a un tanto. La primera victoria para su grupo fue el 27 de mayo ante Zambia en el Estadio de Cheonan, de manera ajustada con resultado de 1-0 cuyo anotador fue Jostin Daly. El rendimiento mostrado por los costarricenses les permitió avanzar a la siguiente fase como mejor tercero del grupo C con cuatro puntos. El 31 de mayo fue el partido de los octavos de final frente a Inglaterra, en el Estadio Mundialista de Jeonju. Para este cotejo, su nación se vería superada con cifras de 2-1, insuficientes para trascender a la otra instancia. Por otra parte, el portero no contabilizó minutos al ser suplente de Adonis Pineda.
| Mundial                     | Sede          | Resultado        |
| --------------------------- | ------------- | ---------------- |
| Copa Mundial Sub-20 de 2017 | Corea del Sur | Octavos de final |

## Clubes
| Club                               | País           | Año         |
| ---------------------------------- | -------------- | ----------- |
| Generación Saprissa                | Costa Rica     | 2015 - 2016 |
| Deportivo Saprissa                 | Costa Rica     | 2016 - 2017 |
| VCU Rams                           | Estados Unidos | 2017 - Act  |
| Portland Timbers sub-23 (Préstamo) | Estados Unidos | 2017        |

## Palmarés

### Títulos nacionales
| Título                         | Club               | País       | Año  |
| ------------------------------ | ------------------ | ---------- | ---- |
| Primera División de Costa Rica | Deportivo Saprissa | Costa Rica | 2016 |

## Vida privada
Mario Sequeira, además de ser futbolista, estudia la carrera de periodismo en la Universidad San Judas Tadeo. Asiste en horario nocturno a la institución, y entrena durante el día. Mario afirma que la carrera se relaciona con el fútbol, ya que posee muchos fundamentos, investigación y presión por dar lo mejor de sí mismo. Uno de sus pilares en su formación, en las academias del Saprissa, es el exfutbolista Carlos Santana, donde le dio el aprendizaje necesario para su debut con los morados.